# Песочный человек: Прелюдии и ноктюрны
Песочный человек: Прелюдии и ноктюрны (англ. The Sandman: Preludes & Nocturnes) — первый том комиксов из серии The Sandman. Книга объединяет в себе выпуски The Sandman #1-8
. Впервые она была опубликована в мягкой обложке в 1991 году издательством DC Comics. В 1993 году серия перешла к импринту DC издательству Vertigo. В 1995 году состоялся первый выход издания в твёрдом переплёте.
Первые семь выпусков объединяет сюжетная линия под названием More Than Rubies (рус. Дороже рубинов). Восьмой выпуск The Sound of Her Wings (рус. Шелест её крыльев) представляет собой отдельную историю, служащую эпилогом к More Than Rubies.

## История создания
В сентябре 1987 года редактор издательства Vertigo Карен Бергер обратилась к Нилу Гейману с предложением поработать над созданием ежемесячной серии комиксов для DC Comics. К тому моменту она уже редактировала две его работы — комиксы «Скрипучие футляры» и «Чёрная орхидея». В ходе переговоров у Геймана возникла идея перезапуска серии о персонаже DC Песочном человеке. Бергер согласилась при условии, что Гейман создаст абсолютно нового персонажа.
При создании героя Гейман отталкивался от возникшего у него образа «молодого человека, бледного и нагого, заключенного в крошечную камеру, ожидающего смерти своих похитителей […] смертельно истощенного с длинными темными волосами и странными глазами». Одежду персонажа автор придумал на основе изображения кимоно из книги по японскому дизайну, а также элементов своего гардероба. Гейман написал черновой вариант первых восьми выпусков и передал художникам Дэйву Маккину и Ли Болчу. Бергер рассмотрела предложенные эскизы (наряду с рисунками самого Геймана) и предложила Сэма Кита в качестве иллюстратора серии. Майк Дрингенберг, Тодд Клей, Робби Буш и Дэйв МакКин были наняты в качестве растушевщика, каллиграфа, художника по цвету и дизайнера обложки соответственно. Подход МакКина был нетрадиционным, и ему удалось убедить Бергер в том, что главный герой серии не обязательно должен появляться на обложке каждого выпуска.
Дебютный выпуск The Sandman поступил в продажу в октябре 1988 года. Гейман называл первые комиксы «неуклюжими», потому что он, как и Кит, Дрингенберг и Буш, до этого никогда не работал над регулярной серией комиксов. После выхода пятого выпуска Кит покинул проект, и его заменил Дрингенберг, чью должность растушевщика, в свою очередь, занял Малкольм Джонс III.
В четвёртом выпуске действие разворачивается в Аду, каким он был представлен Аланом Муром в комиксе «Swamp Thing Annual #2» (рус. Болотная тварь. Ежегодный выпуск 2).

## Содержание тома
| Выпуск | Оригинальное название      | Русскоязычное название | Сценарист  | Художник         | Растушевщик         | Художник по цвету | Каллиграф  | Редактор     |
| ------ | -------------------------- | ---------------------- | ---------- | ---------------- | ------------------- | ----------------- | ---------- | ------------ |
| 1      | Sleep of the Just          | Сон праведных          | Нил Гейман | Сэм Кит          | Майк Дрингенберг    | Робби Буш         | Тодд Клейн | Карен Бергер |
| 2      | Imperfect Hosts            | Нерадивые хозяева      | Нил Гейман | Сэм Кит          | Майк Дрингенберг    | Робби Буш         | Тодд Клейн | Карен Бергер |
| 3      | Dream a Little Dream of Me | Ты увидь меня во сне   | Нил Гейман | Сэм Кит          | Майк Дрингенберг    | Робби Буш         | Тодд Клейн | Карен Бергер |
| 4      | A Hope in Hell             | Надежда в Аду          | Нил Гейман | Сэм Кит          | Майк Дрингенберг    | Робби Буш         | Тодд Клейн | Карен Бергер |
| 5      | Passengers                 | Пассажиры              | Нил Гейман | Сэм Кит          | Малькольм Джонс III | Робби Буш         | Тодд Клейн | Карен Бергер |
| 6      | 24 Hours                   | 24 часа                | Нил Гейман | Майк Дрингенберг | Малькольм Джонс III | Робби Буш         | Тодд Клейн | Карен Бергер |
| 7      | Sound and Fury             | Шум и ярость           | Нил Гейман | Майк Дрингенберг | Малькольм Джонс III | Робби Буш         | Тодд Клейн | Карен Бергер |
| 8      | The Sound of Her Wings     | Шелест её крыльев      | Нил Гейман | Майк Дрингенберг | Малькольм Джонс III | Робби Буш         | Тодд Клейн | Карен Бергер |